# Lanta (Benin)
Lanta ist eine Stadt und ein Arrondissement im Departement Couffo im westafrikanischen Staat Benin. Es ist eine Verwaltungseinheit, die der Gerichtsbarkeit der Kommune Klouékanmè untersteht.
Durch den Ort verläuft die Fernstraße RNIE4, die in nordöstlicher Richtung in das Département Zou und durch die Kommune Agbangnizoun führt, bevor die Stadt und Kommune Abomey das erste große Zwischenziel ist. In südwestlicher Richtung geht es u. a. über Adjanhonmè und Kissamey in die Kommune und Stadt Aplahoué.

## Demografie und Verwaltung
Gemäß der Volkszählung 2013 des beninischen Statistikamtes INSAE hatte das Arrondissement 14.686 Einwohner, davon waren 6724 männlich und 7962 weiblich.
Von den 76 Dörfern und Quartieren der Kommune Klouékanmè entfallen sieben auf Lanta:
1. Dékandji
2. Gbowimè
3. Golouhoué
4. Lanta Centre
5. Sawamè-Houéyiho
6. Tokanmè-Kpodji
7. Tokanmè-Montou